# Anaplectoides pressus
Anaplectoides pressus är en fjärilsart som beskrevs av Augustus Radcliffe Grote 1874. Anaplectoides pressus ingår i släktet Anaplectoides och familjen nattflyn. Inga underarter finns listade i Catalogue of Life.